# The Pirate Bay (sèrie de televisió)
The Pirate Bay és una sèrie dramàtica sueca que es va estrenar a SVT i SVT Play el 8 de novembre de 2024. La sèrie és dirigida per Jens Sjögren, que també va escriure el guió juntament amb Piotr Marcinak, Jakob Beckman i Patrik Gyllström. La primera temporada consta de sis episodis i està basada en fets reals.

## Argument
La sèrie gira al voltant dels tres joves Gottfrid Svartholm Warg, Peter Sunde i Fredrik Neij i el seu polèmic lloc per compartir fitxers The Pirate Bay i com Suècia a principis dels anys 2000 es va convertir en un actor central en un moviment activista global.

## Repartiment
- Arvid Swedrup – Gottfrid Svartholm
- Willjam Lempling – Fredrik Neij
- Simon Gregor Carlsson – Peter Sunde
- Philip Zandén – Peter Althin
- Helena Bergström – Monique Wadsted
- Robin Stegmar – Henrik Pontén
- Rodrigo Cartault – Oded Daniel
- Max Vobora – Rasmus Fleischer
- Maria Sundbom Lörelius – Karin Pontén
- Emil Almén – Johan
- Henrik Norlén – Carl Lundström
- Per Svensson –  Håkan Roswall
- Elvis Stegmar – Markus Pontén
- Merima Dizdarević – Adriana
- Eric Rusch – Tomas Norström
- Niki Löfberg - Lauri Hansen
- Ruben Gullback Levis - Återkommande Pirat